# Liste de prénoms irlandais
- Haut – A
- B
- C
- D
- E
- F
- G
- H
- I
- J
- K
- L
- M
- N
- O
- P
- Q
- R
- S
- T
- U
- V
- W
- X
- Y
- Z

La liste des prénoms irlandais.
(f) féminin, (m) masculin, (x) mixte Prénom :  - signification

## A
(f) Abaigh : forme irlandaise du prénom d'origine hébraïque Abigail qui signifie la joie du père
(m) Aban : variante de Alban, de ailbe qui signifie aubépine (vient du latin alba qui signifie blanc)
(m) Abban : variante de Alban
(f) Abbie : diminutif du prénom d'origine hébraïque Abigail qui signifie la joie du père
(m) Abhcan : prénom d'origine celtique qui signifie petit nain en irlandais
(f) Abiageal : forme irlandaise du prénom d'origine hébraïque Abigail qui signifie la joie du père, en irlandais
(m) Adhamhan : forme irlandaise du prénom d'origine hébraïque Aza qui signifie terre rouge (Adam est l'homme modelé avec de la glaise).
(m) Adnae : prénom celtique de ad-sena qui signifie âgé, en irlandais
(m) Adrien
(f) Aslinn : signifiant rêve,
(m) Asling : signifiant rêve
(m) Aed : variante de Aodh
(m) Aedan : variante de Aed
(m) Aengus : variante de Oengus
(f) Affraic : variante de Affrica
(f) Affrica : prénom irlandais du gaélique Aithbhreac qui signifie plaisante, agréable
(f) Afric : variante de Affrica
(f) Africa : variante de Affrica
(f) Afrika : variante de Affrica
(f) Agate : prénom irlandais du grec Agata, de agathos signifiant bonté, gentillesse
(f) Aghaistin : forme irlandaise du prénom d'origine latine Aogusta signifiant le grand, vénérable
(f) Aghna : du prénom irlandais du celte Oanez, de oan signifiant agneau
(m) Agnoman : prénom irlandais
(m) Aguistin : forme irlandaise du prénom d'origine latine Augustin qui signifie consacré par les augures
(m) Ai : prénom irlandais
(f) Aibhistin : variante de Aghaistin
(f) Aidlinn : prénom d'origine celtique utilisé en Irlande
(m) Aidrian : forme irlandaise du prénom d'origine latine Adrian, Adria est le nom d'une ville en Vénétie, Italie, fondée par les étrusques, elle donna aussi son nom à la mer Adriatique
(f) Aife : variante de Aoife (prononcé iffa)
(f) Aifric : variante du prénom irlandais Affrica
(f) Aignéis : variante de Aghna
(x) Ailbe : variante de Alban
(m) Ailbert : forme irlandaise du prénom d'origine germanique Aoperzh, de al signifiant tout' et berth signifiant brillant
(x) Ailbhe : variante de Alban
(m) Ailbhis : variante de Alban
(m) Ailean : variante de Alan
(f) Aileen : variante de Aidlinn
(f) Aileene : variante de Aidlinn
(f) Ailene : forme irlandaise du prénom d'origine bretonne Elen, de el signifiant richesse (note : ce prénom vient de Saint Helen qui a été souvent confondu avec Hélène ce qui fait que ce prénom est actuellement utilisé au féminin)
(m) Ailfred : forme irlandaise du prénom d'origine bretonne Aofred
(m) Ailfrid : variante de Ailfred
(m) Ailill : prénom d'origine irlandaise qui signifie fantôme
(m) Ailin : forme irlandaise du prénom d'origine galloise , Alan qui signifie faon
(f) Ailina : féminin de Ailin
(x) Ailinn : variante de Aidlinn
(f) Ailionora : forme irlandaise de Eleanor, d'origine germanique
(f) Ailis : forme irlandaise du prénom d'origine germanique Aziliz, de adal qui signifie noble et haid qui signifie lande
(f) Ailisa : féminin de Ailis
(f) Ailise : variante de Ailisa
(f) Ailish : variante de Ailisa
(f) Ailse : variante de Ailisa
(f) Aimiliona : forme irlandaise du prénom d'origine germanique Amélia qui signifie travailleuse
(f) Aina : forme irlandaise du prénom d'origine hébraïque hannah signifiant grâce, gracieuse
(m) Aindreas : forme irlandaise du prénom d'origine grecque Andrec, de andros signifiant courageux, viril
(m) Aindiru : variante de Aindreas
(f) Aine : prénom féminin (prononcé Onia)
(f) Aine : variante de Aina
(f) Aingeal : forme irlandaise du prénom d'origine grecque Angellos qui signifie messagère
(f) Airmed : prénom d'origine irlandaise qui signifie mesure
(m) Airt : variante de Artur
(f) Aislin : variante de Aisling
(f) Aisling : prénom d'origine celtique qui signifie rêve, vision, utilisé en irlandais
(f) Aislinn : variante de Aisling
(f) Aithbhreac : prénom d'origine gaélique qui signifie plaisante, agréable, utilisé en irlandais
(m) Aithirne : prénom d'origine irlandaise
(m) Alabhaois : prénom d'origine germanique de al signifiant tout et wis qui signifie sage, utilisé en irlandais
(f) Alaina : forme irlandaise du prénom d'origine galloise Alana, féminin de Alan qui signifie foan
(f) Alaine : variante de Alaina
(f) Alanagh : variante de Alaina
(x) Alani : forme irlandaise du prénom d'origine galloise Alan qui signifie faon
(f) Alanna : variante de Alaina
(f) Alannah : variante de Alaina
(m) Alaois : variante de Alabhaois
(m) Alastar : forme irlandaise du prénom d'origine grecque Alexandre, de alexein qui signifie protéger, défendre et de andros qui signifie homme
(m) Alastrann : variante de Alastar
(f) Alastrina : féminin de Alastar
(f) Alastrine : variante de Alastrina
(f) Alastriona : variante de Alastrina
(m) Alastrom : variante de Alastar
(f) Alayna : variante de Alaina
(f) Alayne : variante de Alaina
(f) Alby : variante de Alban
(f) Alexandra : prénom d'origine grecque Alexandre, de alexein qui signifie protéger, défendre et de andros qui signifie homme, utilisé en irlandais
(f) Alexandrina : variante de Alexandra
(f) Alisson : variante de Ailis
(m) Allistair : variante de Alastar
(m) Allister : variante de Alastar
(m) Aslandair : variante de Alastar
(m) Aslander : variante de Alastar
(f) Alyson : variante de Allison
(m) Amargein : prénom d'origine irlandaise de ama qui signifie chant et gein qui signifie oiseau
(m) Ambros : forme irlandaise du prénom d'origine grecque Ambroise, de ambrosios qui signifie immortel
(m) Amhlaoibh : forme irlandaise du prénom Olaf
(m) Amorgen : prénom d'origine irlandaise de amor qui signifie chant et  gen qui signifie naissance
(m) Amwn : prénom d'origine irlandaise, de signification inconnue
(m) Annoit : prénom d'origine irlandaise de andoit qui signifie Église contenant des reliques
(m) Annraoi : forme irlandaise du prénom d'origine germanique Herri, de heim qui signifie maison et ris qui signifie roi
(m) Anntoin : forme irlandaise du prénom d'origine latine Antoinne, de antonius qui signifie inestimable
(m) Anrai : variante de Annraoi
(m) Antain : variante de Anntoin
(m) Antaine : variante de Anntoin
(m) Antoin : variante de Anntoin
(f) Aobh : prénom d'origine irlandaise de aoibh qui signifie beauté
(m) Aoden : variante de Aodh
(m) Aodh : prénom d'origine irlandaise de aeduo (en gaulois) qui signifie feu
(m) Aodha : variante de Aodh
(m) Aodhán : variante de Aodh
(f) Aoibheann : prénom d'origine gaélique de aoibh qui signifie belle, utilisé en irlandais
(f) Aoibhín : variante de Aoibheann
(f) Aoife : prénom d'origine gaélique Aoife (prononcé « iffa »), de aoibh qui signifie beauté, utilisé en irlandais
(m) Aonghus : variante du prénom d'origine irlandaise Oengus
(f) Aphria : variante de Aithbhreac
(m) Ardal : variante du prénom d'origine irlandaise Ardghal
(m) Ardghal : prénom d'origine irlandaise de art qui signifie ours et gal qui signifie valeur
(m) Arón : forme irlandaise du prénom d'origine hébraïque Aaron, de Ahâron qui signifie celui qui vient après
(m) Art : prénom d'origine celtique de arth qui signifie ours
(m) Artegal : variante de Ardghal
(m) Artur : forme irlandaise du prénom d'origine celtique Arzhur (Arthur), de arz/arzh qui signifie ours et uur qui signifie homme
(f) Ashling : variante de Aisling
(f) Assa : prénom d'origine irlandaise qui signifie facile
(m) Aubeu : forme irlandaise du prénom d'origine latine Albin, de albinus qui signifie blanc (de cheveux)
(m) Auliff : variante de Amhlaoibh
(m) Auliffe : variante de Amhlaoibh
(f) Aveleen : forme irlandaise du prénom d'origine hébraïque Aveline
(m) Awen : prénom d'origine irlandaise qui signifie noble ami

## B
(m) Badurnn : prénom irlandais
(f) Baibin : variante de Barbra
(m) Baile : prénom irlandais qui signifie folie
(f) Bairbre : variante de Barbra
(m) Balor : prénom irlandais qui pourrait venir de bel qui signifie éclair
(f) Banba : prénom irlandais de banb qui signifie sanglier, porc
(f) Banbha : variante de Banba
(m) Baptist : prénom d'origine grecque de baptizein qui signifie immerger, utilisé en irlandais
(f) Barbie : variante de Barbra
(f) Barbra : forme irlandaise du prénom d'origine latine Barban, de barbara signifiant étrangère
(m) Bartel : forme irlandaise du prénom d'origine Araméenne Barthélemy, de bar Tolomaï signifiant fils de Tholomé, de Ptolémée
(m) Bartley : variante de Bartel
(m) Bearach : prénom irlandais
(f) Bebhinn : variante du prénom irlandais Beibhinn
(f) Bebhionn : variante du prénom irlandais Beibhinn (une lune de Saturne porte ce nom)
(f) Bebinn : variante du prénom irlandais Beibhinn
(f) Bécuma : prénom irlandais de bé signifiant femme et cuma qui signifie souci
(f) Bédelia : variante du prénom irlandais Brighid qui signifie grande déesse
(f) Befind : variante du prénom irlandais Beibhinn
(f) Beibhinn : prénom irlandais de Be qui signifie femme et Binn qui signifie douce
(m) Bénen : prénom d'origine latine, de benignus qui signifie bénin, utilisé en irlandais
(m) Berach : prénom irlandais
(m) Bethach :prénom irlandais de Beth qui signifie bouleau
(f) Bevin :  variante du prénom d'origine irlandaise Beibhinn, forme anglicisée
(m) Bicelmos : prénom d'origine celtique de Bec-Fhelmas qui signifie petit enchantement, utilisé en irlandais
(f) Biddy : variante du prénom irlandais de Brighid
(f) Bidelia : variante du prénom irlandais de Brighid
(f) Binne : prénom irlandais de Binn signifiant douce
(m) Bith : prénom irlandais qui signifie monde
(m) Blai : prénom irlandais
(f) Blaithin : variante du prénom d'origine irlandaise Blathnat
(f) Blanaid : variante du prénom irlandais Blathnat
(f) Blanid : variante du prénom irlandais, forme anglicisée
(f) Blathnaid : variante du prénom irlandais Blathnat
(f) Blathnat : prénom d'origine irlandaise qui signifie petite fleur
(m) Bloc : prénom d'origine romane qui signifie matière quelconque, usité en Irlande
(f) Blodwyn : prénom irlandais venant du breton Bleuzen, dérivation de « bleun gwenn » qui signifie fleur blanche et de l'irlandais wyn qui signifie blanc, fleur blanche
(m) Bluicne : prénom d'origine romane de Bloc qui signifie matière quelconque, utilisé en irlandais
(m) Boadach : prénom d'origine celtique de Buadach qui signifie victorieux, utilisé en irlandais
(f) Boand : prénom irlandais de Bo qui signifie vache et vinda, qui signifie blanche
(f) Boann : variante du prénom irlandais Boand
(x) Bodb : prénom irlandais qui signifie corneille
(m) Bradach : variante du prénom irlandais Bradaigh
(m) Bradaigh : prénom irlandais
(m) Bradan : variante du prénom irlandais Braden
(m) Braden : prénom irlandais de O'Bradain, descendant de Braban (saumon)
(m) Brady : variante du prénom irlandais Bradaigh, forme anglicisée
(m) Braeden : variante du prénom irlandais Braden
(m) Braiden : variante du prénom irlandais Braden
(m) Braidy : variante du prénom irlandais Bradaigh, forme anglicisée
(m) Branfubh : prénom d'origine celtique de Bran signifiant corbeau et dubh qui signifienoir, utilisé en irlandais
(m) Braonáin : prénom irlandais de Braon qui signifie désolation
(m) Braonán : variante du prénom d'origine irlandaise de Braon
(m) Breanainn : variante de Breandan
(m) Breandan : forme irlandaise du prénom d'origine celtique Brendan qui signifie noble, fort
(f) Breda : variante du prénom d'origine irlandaise Brighid qui signifie grande déesse
(f) Breena : forme irlandaise du prénom d'origine celtique Brenna qui signifie au cheveu noir
(f) Brenda : féminin de Brendan
(f) Brenna : prénom d'origine celtique Brenna qui signifie au cheveu noir, utilisé en irlandais
(m) Brennan : variante du prénom irlandais Braonáin
(m) Bres : prénom irlandais de Brisid signifiant il brise
(m) Bresal : prénom irlandais
(m) Bressal : variante du prénom irlandais Bresal
(m) Brian : prénom d'origine celtique de Bri qui signifie autorité
(f) Brianna : féminin de Brian
(m) Brice : prénom celtique qui signifie Force de Dieu
(m) Bricrenn : variante du prénom irlandais Bricriu
(m) Bricriu : variante du prénom irlandais de Brecc qui signifie bariolé
(f) Brid : variante du prénom irlandaise Brighid
(f) Bride : variante du prénom irlandais Brighid
(f) Bridie : variante du prénom irlandais Brighid
(f) Brigh : variante du prénom irlandais Brighid
(f) Brighid : prénom irlandais signifiant grande déesse
(f) Brigid : variante du prénom irlandais Brighid
(x) Brogan : prénom irlandais de Brôg qui signifie petite chaussure
(m) Broichan : prénom irlandais de Brotchan qui signifie préparation, mixture
(f) Brona : forme irlandaise anglicisée du prénom d'origine celtique Bronach
(f) Bronach : prénom d'origine celtique Bronach de brôn qui signifie douleur
(f) Bronagh : variante du prénom d'origine celtique Bronach
(f) Brotseach : usité en Irlande, nom de la mère de sainte Brigitte
(f) Bruinech : utilisé en irlandais e
(m) Buadach : forme irlandaise du prénom d'origine celtique qui signifie victorieux

## C
(f) Caelan : variante du prénom d'origine gaélique Caoilfhionn
(m) Caem : prénom d'origine celtique qui signifie doux, beau, usité en Irlande
(m) Caemgen : prénom irlandais de Caem qui signifie gentil et Gein qui signifie naissance
(m) Cahal : variante du prénom d'origine celtique Cathal, forme anglicisée
(f) Cahan : variante du prénom irlandais Cathan
(m) Cahir : variante du prénom irlandais Cathair
(m) Cai : prénom irlandais de Coi qui signifie route, chemin
(m) Caier : variante du prénom irlandais
(f) Cailin : variante de Cathleen
(m) Cairnech : prénom d'origine celtique, usité en Irlande
(m) Cairpre : variante du prénom d'origine irlandaise Coirpre
(f) Cait : variante de Cathleen
(f) Caiterina : variante de Cathleen
(f) Caiti : variante de Cathleen
(f) Caitilin : variante de Cathleen
(f) Caitin : variante de Cathleen
(f) Caitlinn : variante de Cathleen
(f) Caitlyn : variante de Cathleen
(f) Caitlynne : variante de Cathleen
(f) Caitria : variante de Cathleen
(f) Caitrin : variante de Cathleen
(f) Caitriona : variante de Cathleen
(m) Calbagh : prénom irlandais
(m) Calvagh : variante du prénom irlandais Calbagh, forme anglicisée
(m) Camall : prénom irlandais de Camm qui signifie faux, tordu
(f) Caoilainn : variante du prénom d'origine gaélique Caoilfhionn
(f) Caoilfhionn : prénom d'origine gaélique de Caol qui signifie mince et de Fhionn qui signifie blanche
(f) Caoilin : variante du prénom d'origine gaélique Caoilfhionn
(f) Caoilinn : variante du prénom d'origine gaélique Caoilfhionn
(m) Caoimhghin : variante du prénom d'origine irlandaise Caemgen
(m) Caoimhin : variante du prénom d'origine irlandaise Caemgen
(m) Caolan : prénom d'origine irlandaise probablement de Caomh qui signifie doux
(f) Cara : variante du prénom d'origine gaélique Caragh
(f) Caragh : prénom d'origine gaélique de Car qui signifie amie
(f) Carman : prénom irlandais de Crau signifiant amour et man qui signifie sage
(f) Carmun : variante du prénom d'origine irlandaise Carman
(m) Caroll : variante du prénom d'origine germanique Carrol
(m) Carrol : forme irlandaise du prénom d'origine germanique Charles de Karl qui signifie fort, robuste
(m) Cassidan : prénom irlandais
(f) Catarionna : variante de Cathleen
(m) Cathair : prénom irlandais de Cath qui signifie Combat et Vir qui signifie homme
(m) Cathal : prénom irlandais de Cath qui signifie combat
(x) Cathan : prénom irlandais de Cath qui signifie combat
(m) Cathaoir : variante du prénom d'origine Cathair
(m) Cathbad : prénom d'origine irlandaise de Cath qui signifie combat et bad qui signifie tue, celui qui tue au combat
(m) Cathfad : variante du prénom d'origine irlandaise Cathbad
(f) Cathleen : forme irlandaise du prénom d'origine grecque Catherine de Katharos qui signifie pur
(m) Ceallach : prénom irlandais qui signifie combat
(m) Ceallagh : variante du prénom irlandais Ceallach
(m) Cearbhall : variante du prénom d'origine germanique Carrol
(m) Cecht : prénom irlandais qui signifie charrue
(m) Cedric : prénom d'origine celtique Cader qui signifie chaise et Rix qui signifie roi
(m) Celtchar : prénom irlandais qui signifie rusé
(m) Cennmhar : prénom irlandais qui signifie grande tête
(m) Cermat : prénom irlandais
(m) Cesair : prénom irlandais qui signifie grêle, averse
(f) Cessair : variante du prénom irlandais Cesair
(m) Cesarn : prénom irlandais
(m) Cet : prénom irlandais qui signifie cent
(m) Cethern : prénom irlandais
(m) Cian : prénom irlandais qui signifie ancien, lointain
(f) Ciannait : féminin de Cian
(f) Ciara : féminin de Ciarán
(m) Ciarán : prénom irlandais de Ciar et an (diminutif) qui signifie personne au cheveux noirs, foncés
(m) Cieran : variante du prénom irlandais Ciarán
(m) Cilian : variante du prénom irlandais Cillian
(m) Cillian : prénom irlandais probablement de Ceall église
(m) Cillín : variante du prénom d'origine gaélique Cinead
(m) Cimbaeth : prénom irlandais qui signifie voleur, brigand
(m) Cionaodh : forme irlandaise du prénom d'origine gaélique Cinead qui signifie né du feu
(m) Cithruadh : prénom irlandais de Cith qui signifie nuage et Ruadh qui signifie rouge
(f) Cleena : forme anglicisée du prénom d'origine irlandaise Cliodhna
(f) Cliodhna : prénom d'origine irlandaise
(f) Cliona : variante du prénom d'origine irlandaise Cliodhna
(m) Clito : prénom irlandais, nom d'un roi d'Irlande
(m) Clive : prénom d'origine irlandaise
(f) Clodagh : prénom d'origine irlandaise
(m) Coeman : prénom d'origine irlandaise de Coem qui signifie doux
(m) Coirpre : prénom d'origine irlandaise
(m) Coleman : prénom d'origine celtique de Koulm qui signifie colombe
(m) Colm : variante du prénom d'origine celtique Coleman
(m) Colman : variante du prénom d'origine celtique Coleman
(m) Colomba : variante du prénom d'origine celtique Coleman
(m) Colomban : variante du prénom d'origine celtique Coleman
(m) Colptha : prénom d'origine irlandaise qui signifie orgueilleux
(m) Colum : variante du prénom d'origine celtique Coleman
(m) Comgall : forme irlandaise du prénom d'origine celtique de Kon qui signifie guerrier et Gal qui signifie bravoure
(m) Comghal : variante du prénom d'origine celtique Comgall
(m) Comhghan : prénom d'origine irlandaise qui signifie jumeau
(m) Conaire : prénom d'origine celtique de Con qui signifie chien et Aire qui signifie gardien
(m) Conann : forme irlandaise du prénom d'origine celtique Conn qui signifie chef
(m) Conary : forme anglicisée du prénom d'origine celtique Conaire
(m) Conchobar : prénom irlandais de Kon qui signifie chien et Cobar qui signifie désiré
(m) Conchobhar : variante du prénom irlandais Conchobar
(m) Conculaind : variante du prénom irlandais Cúchulainn qui signifie chien de Culann
(m) Condle : variante du prénom irlandais Conle
(m) Conla : variante du prénom irlandais Conle
(m) Conlaed : prénom irlandais
(m) Conle : prénom irlandais
(m) Conn : prénom irlandais qui signifie chef
(m) Connall : prénom d'origine celtique qui signifie fort comme un chien
(m) Connell : variante du prénom d'origine celtique Connall
(m) Connla : prénom irlandais
(m) Connor : forme anglicisée du prénom d'origine irlandaise Conchobar
(m) Conor : variante du prénom irlandais Conchobar
(f) Conri :  prénom d'origine celtique de Con qui signifie chien et Ri qui signifie roi
(m) Corann : prénom d'origine latine de Corona qui signifie couronne
(m) Corb : prénom irlandais qui signifie char
(f) Cordelia : prénom d'origine celtique qui signifie joyau de la mer, utilisé en irlandais
(m) Cormac : prénom irlandais de Coirm qui signifie bière
(m) Credne : prénom irlandais de Cred qui signifie bronzier
(m) Cridenbel : prénom irlandais qui signifie cœur ou bouche
(m) Crimathann : variante du prénom irlandais Criomhthann
(m) Crimthan : variante du prénom irlandais Criomhthann
(m) Crmthann : variante du prénom irlandais Criomhthann
(m) Criomhthann : prénom irlandais qui signifie renard
(f) Criosa : variante de Cristiona
(m) Criostal : forme irlandaise du prénom d'origine grecque Christophe de Christophoros qui signifie Porte-christ
(m) Críostóir : variante de Criostal
(f) Cristiona : forme irlandaise du prénom d'origine latine Christine qui signifie Christ
(m) Crom : prénom irlandais qui signifie courbe, bossue
(m) Cromdes : prénom irlandais qui signifie mauvais arrangement
(m) Cronan : prénom irlandais qui signifie peau sombre
(m) Cruithen : forme irlandaise du prénom d'origine latine Preden de Pretania qui signifie Bretagne insulaire
(m) Cruitin : prénom irlandais de Cruit qui signifie harpe
(m) Cruttine : variante de Cruitin
(m) Cuallaid : prénom irlandais qui signifie chien sauvage
(m) Cuill : prénom irlandais qui signifie coudrier
(m) Cuinn : variante de Conn
(m) Culann : prénom irlandais
(m) Curcog : prénom irlandais de Curach qui signifie mèche de cheveux blonds
(m) Curoi : prénom irlandais de Cu qui signifie chien et roi qui signifie champ de bataille

## D
(m) Dagan : prénom irlandais qui signifie petit bon, surnom du Dieu Dagda
(m) Dagda : prénom irlandais qui signifie Dieu bon
(m) Dahey : forme irlandaise du prénom d'origine hébraïque David, de dawîd qui signifie probablement bien-aimé, donné en mémoire du roi David, premier roi d'Israël et père du Roi Salomon dans la Bible
(m) Daibhead : variante de Dahey
(m) Daibhéid : variante de Dahey
(m) Daighi : variante de Dahey
(m) Daimhin : prénom irlandais du celte Dam qui signifie daim
(m) Daimine : variante de Daimhin
(f) Daire : prénom irlandais qui signifie fertile
(f) Dairine : variante de Daire
(f) Daithe : prénom irlandais qui signifie lumière, légèreté
(m) Daithi : variante de Dahey
(m) Dalach : prénom d'origine celtique qui signifie assemblée, utilisé en irlandais
(m) Dalaigh : variante de Dalach
(m) Dâlan : variante de Dallan
(m) Daley : variante de Dalaigh
(m) Dallan : prénom irlandais, de Dall qui signifie aveugle
(m) Daly : variante de Dalaigh
(m) Daimhlaic : variante de Dominic
(f) Damhnait : prénom irlandais, de Damh qui signifie petit faon
(f) Darina : variante de Daire
(f) Davan : féminin de Dahey
(m) Deaglán : prénom irlandais
(f) Dearbháil : prénom irlandais d'origine celtique, de Der qui signifie sœur (sœur de Fâl)
(m) Dearg : prénom irlandais d'origine celtique qui signifie fils de Dagla
(m) Declan : forme anglicisée de Deaglán
(f) Deitchtine : variante de Deichtire
(f) Deichtire : prénom irlandais tiré du latin dextera qui signifie adresse
(f) Deirbhile : prénom irlandais d'origine celtique, de Der qui signifie sœur et File qui signifie poète (prononcé Dervla)
(f) Deirdriu : variante de Derdre
(f) Deoch : prénom irlandais, de Deog qui signifie boisson, filtre
(f) Derb : prénom irlandais
(f) Derdre : prénom irlandais d'origine celtique qui signifie douleur
(f) Derdriu : variante de Derdre
(m) Dergdamsa : prénom irlandais, de Derg qui signifie rouge et Damsa qui signifie Danse
(f) Dergnat : prénom irlandais qui signifie petite rouge
(m) Dermaid : variante de Diarmaid
(m) Dermod : variante de Diarmaid
(m) Dermot : variante de Diarmaid
(f) Derval : forme anglicisée de Dearbháil
(f) Dervila : variante de Deirbhile
(m) Desmumhnach : prénom irlandais qui signifie homme de muman
(m) Dev : diminutif de Devin
(m) Devin(e) : prénom irlandais d'origine celtique qui signifie poète
(m) Devnet : variante de Devin
(m) Diancecht : prénom irlandais qui signifie prise rapide
(m) Diarmaid : prénom irlandais qui signifie oubli
(m) Diarmait : variante de Diarmaid
(m) Diarmoid : variante de Diarmaid
(m) Diarmuid : variante de Diarmaid
(f) Dierdre : variante de Derdre
(x) Dil : prénom irlandais qui signifie cher, aimé
(m) Dillon : forme irlandaise du prénom d'origine celtique Dylan qui signifie vague
(m) Dithorba : prénom irlandais, de Dithrub qui signifie désert
(m) Dominic : forme irlandaise du prénom d'origine latine Dominique, de Dominicus qui signifie qui est relatif au seigneur
(m) Domnall : prénom irlandais, du gaélique Domnan qui signifie monde et Gal qui signifie valeur
(m) Donal : variante de Domnall
(m) Dond : prénom irlandais qui signifie brun
(m) Donn : variante de Dond
(m) Donnel :  variante de Dond, forme anglicisée
(f) Donnfhlaidh : prénom irlandais d'origine gaélique, de Donn qui signifie brun et fhlaidh qui signifie princesse, princesse brune
(f) Dron : prénom irlandais, de Dron qui signifie solide, ferme
(f) Drucht : prénom irlandais qui signifie rosée
(m) Duach : prénom irlandais
(m) Duane : variante de Dubhan
(m) Dub : variante de Dubh
(x) Dubh : prénom irlandais qui signifie sombre, noir
(f) Dubhain : prénom irlandais du celte qui signifie chant
(m) Dubhan : prénom irlandais qui signifie petit et sombre
(f) Dubheasa : prénom irlandais  du gaélique Dub qui signifie sombre et Ess qui signifie cascade, prononcé "douvassa"
(m) Dubt(h)ach : prénom irlandais du gaélique dub qui signifie sombre
(m) Duff : forme anglicisée de Dubh
(m) Duffy : variante de Dubtach
(f) Dunflaith : variante de Donnfhlaidh
(f) Dunlaith : variante de Donnfhlaidh
(m) Dwayne : variante de Dubhan
(f) Dymp(h)na : variante de Damhait

## E
(f) Eabha : forme irlandaise du prénom d'origine hébraïque Ève, de Hawwah qui signifie vivante
(f) Eachna : prénom irlandais du gaélique Ech qui signifie cheval, prononcé "akna"
(m) Eamon(n) : forme irlandaise du prénom d'origine germanique Edmond, de Ed qui signifie Richesse et Mund qui signifie protection
(f) Eanna : prénom irlandais qui signifie oiseau
(m) Eber : prénom irlandais de Hibernia, nom latin de l'Irlande
(f) Eblend : variante de Eithne
(f) Eblenn : variante de Eibhleann
(f) Ebliu : variante de Eibhleann
(f) Echna : prénom irlandais du celte Ech qui signifie cheval, prononcé "akna"
(m) Echtach : prénom irlandais qui signifie qui donne la mort
(m) Edbert : prénom irlandais d'origine germanique, de Ed qui signifie richesse et Berth qui signifie brillant
(f) Eibhleann : prénom irlandais du celte Oiph qui signifie radieuse
(f) Eibhlin : prénom irlandais du gaélique Aoibh qui signifie belle, prononcé "èveline" (sans rapport apparent avec le prénom Evelyne)
(f) Eibhliu : variante de Eibhleann
(f) Eileánóir : variante de Eileanóra ou Ailionora
(f) Eilis(h) : variante de Elizabeth
(f) Eimer : variante de Emer
(m) Einri : variante de Anrai
(f) Eireann : prénom irlandais, de Eirinn qui signifie Irlande en celte
(f) Eireen : forme irlandaise de Irène, du grec Eirênê signifiant Paix
(f) Eithlenn : variante de Eithne
(f) Eithliu : variante de Eithne
(f) Eithne : prénom irlandais du celte Et qui signifie jalousie
(m) Elatha : prénom irlandais qui signifie art, science
(m) Elcmar : prénom irlandais, de Elc qui signifie jaloux et Mar qui signifie grand
(f) Elgnat : prénom irlandais, de Elg qui signifie noble
(f) Elizabeth : forme irlandaise du prénom d'origine hébraïque qui signifie Dieu est pleinitude
(m) Elwyn : prénom irlandais
(f) Emer : prénom irlandaise, de Eimer qui signifie Ambroisie
(f) Ena : variante de Enat
(f) Enat : prénom irlandais, du celte Enat qui signifie feu
(f) Enda : prénom irlandais, du celte Eanna qui signifie oiseau
(x) Ennis : prénom irlandais, nom d'une ville d'Irlande
(m) Enos : variante de Oengus
(m) Eochaid : prénom irlandais, de Ivo qui signifie if et Katu qui signifie combat, "qui combat par l'if"
(m) Eochu : variante de Eochaid
(m) Eog(h)an : prénom irlandais, équivalent d'Eugène, du gaulois Esugenos, du grec qui signifie bien né
(m) Eolas : prénom irlandais qui signifie connaissance
(m) Eranann : prénom irlandais qui signifie le petit irlandais
(m) Erc : prénom irlandais
(m) Ercheus : prénom irlandais
(m) Eremon : prénom irlandais
(f) Erin : variante de Eireann
(f) Erin(n)a : variante de Eireann
(f) Eriu : variante de Eireann
(f) Erlina : prénom irlandais qui signifie fille d'Irlande
(f) Eryn : variante de Eireann
(f) Es : prénom irlandais
(m) Esras : prénom irlandais, de Esrais qui signifie opportunité
(f) Etain(e) : prénom irlandais qui signifie poésie
(m) Etair : variante de Etar
(f) Etan : variante de Etain
(f) Etaoine : variante de Eithne
(m) Etar : prénom irlandais qui signifie grand
(m) Etarcomol : variante de Etarcumul
(m) Etarcumul : prénom irlandais, de Etar qui signifie grand et Cumol qui signifie querelle
(m) Etarscele : prénom irlandais
(m) Ethain : variante de Etain
(m) Ethior : prénom irlandais
(f) Ethel : variante de Eithne
(f) Ethna : variante de Eithne
(f) Ethne : variante de Eithne
(f) Ethni : prénom irlandais
(f) Evelyn : forme anglicisée de Aoibheann

## F
(m) Fiachna : prénom irlandais qui signifie possédé, riche de science
(m) Faelan : variante de Faolan
(f) Fand : prénom irlandais qui signifie hirondelle
(f) Faoiltiarna : prénom irlandais du gaélique Faol qui signifie loup et tiern qui signifie chef
(m) Faolan : prénom irlandais du gaélique Faol qui signifie loup
(m) Feardorcha : prénom irlandais du gaélique Fear qui signifie homme et dorcha qui signifie sombre
(m) Febal : prénom irlandais, prononcé "foille"
(f) Fedelm : prénom irlandais
(f) Feenat : variante de Fionnait, prononcé FINATE
(m) Fenius : latinisation de Féine repassé tel quel en irlandais, Féine est le nom que les irlandais se donnent en tant que guerrier
(m) Ferchertne : prénom irlandais du gaélique Fer qui signifie homme, ici homme d'art
(m) Ferdiad : prénom irlandais du gaélique Fer qui signifie homme et Diad qui signifie fumée
(m) Feren : prénom irlandais du gaélique Feren qui signifie ceinture
(m) Fergal : prénom irlandais du gaélique Fur qui signifie sage et Gal qui signifie brave, valeureux
(m) Fiacha : variante de Fiakr
(m) Fiachna : prénom irlandais
(m) Fiachra : variante de Fiakr
(m) Fiacre : variante de Fiakr
(m) Fiadmire : prénom irlandais
(f) Fianait : variante de Fionnait
(m) Fiesc : prénom irlandais de Fiec qui signifie baguette
(m) Figol : prénom irlandais du gaélique Figelt qui signifie vigile
(m) Fillin : variante de Faolan
(m) Finan : prénom irlandais
(m) Find : prénom irlandais
(f) Findabair : prénom irlandais de Finn qui signifie blanc
(f) Findchoem : prénom irlandais de Finn, Blanc et Coem qui signifie Douce
(f) Findtigernd : prénom irlandais de Finn, Blanc et Tigern qui signifie chef
(m) Fingar : prénom irlandais du gaélique Finn, blanc et Kar qui signifie parent
(m) Fingen : prénom irlandais du gaélique Finn, blanc et Gen qui signifie naissance
(m) Finlug : prénom irlandais, nom du père de Sainte Brigitte d'Irlande
(m) Finn : variante de Find
(f) Finna : 'variante de Fiona
(f) Finnchaem : variante de Findchoem
(f) Finnchoem : variante de Findchoem
(f) Finnén : variante de Finnian
(m) Finnian : prénom irlandais de Finn qui signifie blanc
(f) Finnseach : prénom irlandais qui signifie blonde
(f) Finnsech : variante de Finnseach
(f) Finola : variante de Fionnghuala
(m) Fintan : prénom irlandais du gaélique Finn, qui signifie blanc et Sen qui signifie ancien
(m) Fion(n) : prénom irlandais du gaélique Finn qui signifie blanc
(f) Fiona : prénom irlandais du gaélique Finn qui signifie blanc
(m) Fionnait : prénom irlandais, prononcé "finate"
(f) Fionnghuala : prénom irlandais du gaélique Finn qui signifie blanc et Guala qui signifie épaule
(f) Fionnguala : variante de Fionnghuala
(f) Fionnu(a)la : forme moderne de Fionnghuala
(f) Fionola : variante de Fionnghuala
(m) Fis(s) : prénom irlandais qui signifie savoir
(m) Flaithri : prénom irlandais du gaélique de Flaith qui signifie prince et Ri qui signifie roi
(m) Florry : variante de Flaithri
(m) Flurry : variante de Flaithri
(m) Fochmarc : prénom irlandais qui signifie recherche
(f) Fodla : prénom irlandais qui signifie souveraineté
(m) Forannan : prénom irlandais
(m) Forgall : prénom irlandais qui signifie témoignage
(m) Forgoll : variante de Forgall
(m) Fors : prénom irlandais
(f) Fotla : variante de Fodla
(m) Foyle : forme anglicisée de Febal
(m) Fraech : prénom irlandais qui signifie bruyère
(m) Fraochan : variante de Fragan, nom d'un druide irlandais du VIe siècle
(m) Fredian : prénom d'origine germanique, de Frido qui signifie paix, utilisé en irlandais
(f) Fuamnach : prénom irlandais qui signifie mouchoir, écharpe
(m) Fuidell : prénom irlandais qui signifie morceau, reste
(m) Furcy : variante de Fursy
(m) Fursy : prénom d'origine germanique, de Furst qui signifie prince

## G
(f) Gareich : prénom irlandais qui signifie cri
(m) Gand : prénom irlandais qui signifie mince, maigre
(m) Gann : variante de Gand
(m) Garalt : forme irlandaise du prénom d'origine germanique Gérald, de Gari qui signifie lance et Wald qui signifie Gouvernant
(m) Garban : variante de Garbhan
(m) Garbhan : prénom d'origine gaélique, de Garb qui signifie rugueux
(m) Garvan : variante de Garbhan
(m) Gearalt : variante de Garalt
(m) Gearóid : variante de Garalt
(f) Géileis : prénom irlandais d'origine gaélique, de Gel qui signifie brillant et Geis qui signifie Cygne
(f) Geillis : variante de Géileis
(f) Gelgeis : variante de Géileis
(m) Genann : prénom irlandais
(m) Gentraige : prénom irlandais qui signifie Refrain du sourire
(m) Ghrealláin : prénom irlandais
(m) Glenn: prénom irlandais qui signifie Vallée
(f) Gliten : prénom d'origine celtique, utilisé en irlandais
(f) Gliton : prénom d'origine celtique, utilisé en irlandais
(f) Glitonea : prénom d'origine celtique, utilisé en irlandais
(m) Goffraidh : forme irlandaise du prénom d'origine germanique Geoffroi, de Godo qui signifie Dieu en germ. et Frido qui signifie paix en germ.
(m) Gofraidh : variante de Goffraidh
(m) Goll : prénom irlandais qui signifie borgne
(m) Goltraige : prénom irlandais qui signifie Refrain de tristesse
(f) Gormghlaith : forme irlandaise du prénom d'origine gaélique Gormlaith, de Gorm qui signifie illustre et Flaith qui signifie princesse
(f) Gorml(e)y : variante de Gormghlaith
(f) Grain : variante de Gráinne
(f) Gráinne : prénom d'origine gaélique Gráinne qui signifie soleil, utilisé en irlandais
(f) Grania : variante de Gráinne
(f) Granna : variante de Gráinne
(f) Granuaile :  variante de Gráinne
(m) Greagoir : forme irlandaise du prénom d'origine Grecque Grégoire, de egrêgorêin qui signifie veiller
(m) Grellan : forme anglaise du prénom irlandais Ghrealláin
(m) Greine : prénom irlandais qui signifie soleil
(m) Grioghar : variante de Greagoir
(m) Guaire : prénom irlandais qui signifie noble
(f) Guennola : forme irlandaise du prénom d'origine celtique Gwenola, de Gwen qui signifie blanc et Gwal qui signifie valeur
(f) Guethusa : prénom irlandais
(m) Gus : diminutif de Oengus

## H
(m) Hannraoi : forme irlandaise du prénom d'origine germanique Henri, de Heim qui signifie maison et Ric qui signifie roi
(f) Hibernia : variante de Iverna
(f) Hisolda : variante de Élisabeth

## I
(m) Iarbonel : prénom d'origine irlandaise
(m) Iarlaith : variante de Jarlath
(f) Ida ; Ide : prénom d'origine irlandaise qui signifie La Troisième
(m) Immchadh : prénom irlandais qui signifie qui combat des deux côtés
(m) Imrinn : prénom irlandais, le mot Imrinn désigne un mètre poétique où les vers d'une strophe sont reliés par une rime
(f) Ina : variante de Aghna
(m) Indech : prénom irlandais qui signifie voleur
(m) Iollan : prénom irlandais, nom d'un roi d'Irlande
(m) Iosep(h) : prénom irlandais, variante de Joseph
(f) Isibeal : prénom irlandais, variante de Élisabeth
(f) Isleen(e) : prénom irlandais qui signifie vision
(f) Ita : variante de Ida
(f) Ite ; Itha : variante de Ida
(m) Iuchar : prénom irlandais
(m) Iucharba : prénom irlandais
(f) Iuile : forme irlandaise du prénom d'origine latine Julie, de Julius (Jules, « petit Jupiter »), nom du fondateur légendaire de Rome
(f) Iverna : prénom d'origine latine qui signifie île verte, utilisé en irlandais

## J
(m) Jarlath : prénom irlandais
(m) Joe : prénom irlandais

## K
(m) Kane : forme anglicisée du prénom irlandais Cathan
(f) Kate : diminutif de Cathleen
(f) Katelin(e) : variante de Cathleen
(f) Katelind : variante de Cathleen
(f) Katelinn : variante de Cathleen
(f) Katelynn(e) : variante de Cathleen
(f) Kathaleen : variante de Cathleen
(f) Katharine : variante de Cathleen
(f) Katheleen : variante de Cathleen
(f) Kat(h)ie : variante de Cathleen
(f) Kathleen(a)(e) : variante de Cathleen
(f) Kay : variante de Cathleen
(m) Kean(e) : variante de Cian
(f) Keelin : variante de Caoilfhionn
(m) Keenan : variante de Cianan
(m) Kelan : prénom irlandais qui signifie allongé
(m) Kenan : prénom irlandais qui signifie Petit Ké, en référence à Saint Ké, illustre moine irlandais, et qui a du charme
(f) Kennoc'ha : prénom celte, de Ken qui signifie beau, utilisé en irlandais
(m) Kevin : variante de Coemgen
(m) Kieran : variante de Ciarán
(f) Kiara : prénom irlandais qui signifie Brune
(m) Kilian : variante de cillian

## L
(f) Labhaoise : variante de Laoise
(m) Labraid : prénom irlandais qui signifie Le Parleur
(m) Ladra : prénom d'origine latine, de Latro qui signifie voleur
(m) Laeg(h) : variante de Loeg
(m) Laegaire : variante de Laoghaire, prononcé "liri"
(m) Laignen : prénom irlandais
(m) Lam : prénom irlandais qui signifie main
(m) Laoghaire : prénom d'origine gaélique qui signifie gardien de veau, utilisé en irlandais
(m) Laoighaire :  variante de Laoghaire
(m) Laoire : variante de Laoghaire
(f) Laoise : forme irlandaise du prénom d'origine germanique Louise, de Chlodwig qui signifie glorieux combattant
(m) Laserian : forme irlandaise du prénom d'origine hébraïque Lazare, de El Azar qui signifie Dieu a aidé
(m) Leary : variante de Laoighaire, forme anglicisée
(f) Leborcham : prénom irlandais qui signifie longue boiteuse
(m) Ler : prénom irlandais qui signifie océan
(f) Liadan : prénom d'origine gaélique qui signifie dame grise
(m) Liam : variante du prénom d'origine germanique William, de Wil qui signifie volonté et de Helm qui signifie casque
(m) Lochru : prénom irlandais
(m) Loebhan : variante de Loaven
(m) Loeg : prénom irlandais, de Loag qui signifie veau
(m) Loegaire : variante de Laoghaire
(m) Lomna : prénom irlandais
(m) Lonàn : prénom irlandais qui signifie petit merle
(m) Lothar : prénom irlandais
(f) Luaine : prénom irlandais, de Luan qui signifie lune
(m) Luam : prénom irlandais qui signifie pilote
(m) Lucan : forme irlandaise du prénom d'origine latine Lucas
(m) Lucas : prénom d'origine latine Lucas, de Lucanus qui signifie clair, utilisé en irlandais
(m) Lucatmel : variante de Lucetmael
(m) Lucetmael : prénom irlandais, de Mael qui signifie prince
(m) Lucetmel : variante de Lucetmael
(m) Lug(h) : prénom irlandais qui signifie lumineux
(m) Lug(h)aid : prénom irlandais, probablement de Lug qui signifie lumineux
(f) Lughtierne : prénom d'origine celtique Loudiern, de Lou qui signifie lumière et Tiern qui signifie chef

## M
(f) Maav : prénom irlandais celui d'une reine guerrière Celte morte au combat et enterrée avec tous ses fidèles qui sont morts pour elle.
(m) Macchile : prénom irlandais
(f) Macha : prénom irlandais, de Magosia qui signifie plaine
(f) Máda : diminutif de Maitilde
(f) Madailéin : forme irlandaise du prénom d'origine hébraïque Madeleine, de Magdala nom d'une ville de Galilée
(f) Maedhbh : forme irlandaise du prénom d'origine celtique Mebd qui signifie ivresse
(f) Maeve : variante de Maedhbh
(f) Magosia : ancienne forme de Macha, Magosia qui signifie plaine
(f) Maighread : forme irlandaise du prénom d'origine grecque Marguerite, de Margaritês qui signifie perle
(f) Maire : forme irlandaise du prénom d'origine hébraïque, deux étymologies possible : 1- de l'hébreu mara(h) : amertume ou 2- (plus probablement) de l'égyptien ancien :(f) Mrit (prononcé merit) : aimée
(f) Mairead : variante de Maighread
(f) Mairenn : variante de Maire
(f) Mairghread : variante de Maighread
(f) Mairin : se prononce comme Maureen, variante de Maire
(f) Mairsil : forme irlandaise du prénom d'origine grecque Marcelle, de Martikos qui signifie voué au dieu Mars
(f) Mairsile : variante de Mairsil
(m) Mairtín : forme irlandaise du prénom d'origine latine Martin qui signifie Mars (dieu de la Guerre)
(m) Maithias : forme irlandaise du prénom d'origine grecque Matthias qui signifie don de Dieu
(m) Maitias : variante de Maithias
(f) Maitilde : forme irlandaise du prénom d'origine germanique Mathilde, de Maht qui signifie force et Hild qui signifie combat
(m) Maitiú : variante de Maithias
(x) Malise : prénom d'origine gaélique signifiant Serviteur de Jésus
(m) Manannan : prénom d'origine celtique qui signifie Le Mannois
(m) Mannuss : forme irlandaise du prénom d'origine latine Manus, de Magnus qui signifie grand
(m) Manny : diminutif de Morris
(m) Manus : prénom d'origine latine Manus, de Magnus qui signifie grand, utilisé en irlandais
(m) Maol : prénom d'origine irlandaise qui signifie chauve
(m) Marban : prénom d'origige celte (?) qui signifie petit mort
(f) Margreg : variante de Maighread
(m) Martain : variante de Mairtín
(m) Mathgen : prénom d'origine celtique, de Matu qui signifie ours et de genos qui signifie naissance, en grec, né de l'ours, utilisé en irlandais
(m) Matholwch : prénom d'origine irlandaise - nom d'un roi d'Irlande -
(f) Maura : variante de Maire
(f) Maureen : variante de Maire
(f) Maurene : variante de Maire
(f) Maurin : variante de Maire
(f) Maurine : variante de Maire
(f) Mazoe : prénom d'origine celtique, utilisé en irlandais
(f) Meadhbh : variante de Mebd
(m) Meallán : prénom d'origine gaélique qui signifie Lumineux, brillant
(f) Mebd : prénom d'origine celtique qui signifie ivresse, utilisé en irlandais
(f) Medb : variante de Mebd
(m) Mellan : variante de Meallán
(m) Melteoc : prénom irlandais
(f) Mesbuachalla : prénom irlandais
(m) Mess : prénom irlandais
(m) Miach : prénom d'origine irlandaise qui signifie boisseau
(f) Michaela : féminin de Micheal
(m) Micheal : forme irlandaise (entre autres) du prénom d'origine hébraïque Michel qui signifie Qui est comme Dieu?
(m) Midir : prénom d'origine celtique, utilisé en irlandais
(m) Mil : prénom irlandaise de Mileto qui signifie destruction
(m) Mobi : prénom irlandais, nom de baptême de Saint Brendan
(m) Moen : prénom irlandais, surnom de Labraid
(m) Mog : prénom d'origine irlandaise qui signifie serviteur
(f) Mona : variante de Muadhnait, forme anglicisée qui signifie "Noble"
(f) Moncha : prénom d'origine celtique
(m) Mongan : prénom d'origine irlandaise, de Mong qui signifie chevelure
(m) Morann : prénom d'origine celtique
(f) Moreen : variante de Maire
(m) Morfessa : prénom d'origine irlandaise qui signifie grand savoir
(f) Moronoe : prénom d'origine celtique
(f) Morrigan : forme irlandaise du prénom d'origine celtique Morgan, de Mor qui signifie grand ou mer et de Gan qui signifie naissance
(f) Morrighan : variante de Morrigan
(f) Morrigu : variante de Morrigan
(m) Morris : forme irlndaise du prénom d'origine latine Maurice, de Mauricus qui signifie maure
(f) Moyreen : variante de Maire
(f) Muadhnait : prénom d'origine gaélique, utilisé en irlandais
(m) Muirchertach : prénom irlandais, probablement du celte Muir qui signifie mer
(m) Muirchu : prénom d'origine celtique, probablement de Muir qui signifie mer
(m) Muireadhach : ancienne forme de Muirchadh,variante de Murchadh, prénom d'origine gaélique qui signifie guerrier de la mer
(m) Muiredach : variante de Murchadh
(f) Muirenn : variante de Muirgen
(f) Muirgen : prénom d'origine gaélique qui signifie née de la mer, utilisé en irlandais
(f) Muirgheal : prénom d'origine gaélique de Muir qui signifie mer et Geal qui signifie brillant
(f) Muirín : variante de Muirgen
(f) Muiriol : variante de Muirgheal
(m) Muiris : variante de Morris
(f) Muirol : variante de Muirgheal
(f) Muriel : variante de Muirgheal
(m) Murphy : variante de Murchadh, forme anglicisée
(m) Murrough : variante de Murchadh
(m) Murtagh : variante de Murchadh

## N
(m) Nar : prénom d'origine irlandaise qui signifie Seigneur
(m) Neal : variante de Niallán
(f) Neala : féminin de Neal
(m) Neill : variante de Niallán
(f) Neve : variante de Niamh
(f) Nia : variante de Neve, diminutif
(m) Niall : prénom gaélique (prononcé Naile) qui signifie champion
(m) Niallán : forme irlandaise du prénom gaélique Niall qui signifie champion
(f) Niamh : prénom gaélique (prononcé Niav) qui signifie brillante, radieuse, utilisé en irlandais
(m) Nioclás : forme irlandaise du prénom d'origine grecque Nicolas, de nikê qui signifie victoire et laos qui signifie peuple
(m) Niocol : variante de Nioclás
(m) Nodlaigh : forme irlandaise du prénom d'origine latine Noël, de Natalis qui signifie relatif à la naissance
(f) Nola : diminutif du prénom d'origine gaélique Fionnghuala, de Fionn qui signifie blanc et Guala qui signifie épaule
(m) Nolan : prénom d'origine irlandaise qui signifie jeune héros, jeune champion
(f) Noreen : variante du prénom d'origine celtique Eleonor, de El qui signifie bétail, richesse et Enor qui signifie honneur
(f) Nuala : variante de Fionnghuala, diminutif
(m) Nuallan : prénom d'origine irlandaise Nuallan, deux étymologies sont possibles : 1- de Nulall signifiant cri plus an diminutif, petit cri ou 2- de Nuallan signifiant guerrier en char
(f) Nya : diminutif, variante de Niamh
(m) Nyle : variante de Niallán

## O
(m) Ochel : prénom irlandais
(m) Odarnat :  variante du prénom gaélique Odharnait (prononcé "ornate")
(m) Odharnait : prénom gaélique qui signifie de couleur vert-olive (prononcé "ornate"), utilisé en irlandais
(m) Oengus : prénom irlandais, de Oen qui signifie un et Gus qui signifie vigoureux
(m) Oisin : forme irlandaise du prénom d'origine celtique Ossian, de Os qui signifie cerf et ian diminutif, petit cerf
(m) Oistin : forme irlandaise du prénom d'origine latine Augustin qui signifie consacré par les augures
(f) Ona : forme irlandaise du prénom celte Onenn, de onn qui signifie frêne
(m) Oney : variante du prénom irlandais Uaine qui signifie jeune guerrier
(f) Onuen : ancienne forme du prénom celte Ona, de onn qui signifie frêne et Gwenn qui signifie blanc
(f) Oona : variante de Una qui signifie agneau en vieil irlandais et écossais
(f) Oonagh : variante de Ona
(f) Oonna : variante de Ona
(m) Ordan : prénom celte, utilisé en irlandais
(f) Orfhlaith : prénom gaélique, de Or qui signifie or et Flaith qui signifie princesse, princesse dorée, utilisé en irlandais
(f) Orghlaith : variante de Orfhlaith
(f) Orla : variante de Orfhlaith
(f) Orlagh : variante de Orfhlaith, forme anglicisée
(f) Orlaith : variante de Orfhlaith
(f) Orlaithe : variante de Orfhlaith
(m) Orna :  variante de Odharnait, diminutif
(m) Ornait : variante de Odharnait
(m) Ornat : variante de Odharnait
(f) Ornóra : forme irlandaise du prénom d'origine celtique Honorée, de Enor qui signifie honneur
(m) Oscar : prénom d'origine gaélique, de Os qui signifie cerf et Caru qui signifie amoureux
(m) Osheen : variante de Oisin
(m) Owain : forme irlandaise du prénom Ewen, d'origine gauloise, de Esugenos, équivalent d'Eugène, qui signifie bien né en grec
(m) Owen : variante de Owain
(m) Owen : variante irlandaise du prénom d'origine hébraïque Jean
(m) Owney : variante de Oney

## P
(m) Paddy : diminutif de Padraig
(m) Padraig : forme irlandaise du prénom d'origine latine Patrick
(f) Padraigin : variante de Padraig
(m) Paid : diminutif de Padraig
(m) Patrick : prénom d'origine latine, de Patricius qui signifie patricien
(x) Patsy : diminutif de Padraig
(m) Peadair : forme irlandaise du prénom d'origine latine Pierre
(m) Phelan : forme anglicisée du prénom d'origine irlandaise Faolán, de Faol qui signifie loup et an diminutif, petit loup
(m) Pilib : forme irlandaise du prénom d'origine grecque Philippe, de Philippos qui signifie qui aime les chevaux

## Q
(x) Quinn : forme anglicisée du prénom irlandais Cuinn, de Conn qui signifie chef

## R
(m) Rafer : prénom d'origine celtique, de rivhe, prospect
(m) Raffer : variante de Rafer, utilisé en irlandais
(m) Rafferty : variante de Rafer
(f) Ráichéal : forme irlandaise du prénom d'origine hébraïque Rachel, de Rahel qui signifie brebis
(f) Rathnait :  prénom d'origine gaélique, de !rath qui signifie race, utilisé en irlandais
(m) Ravelin : forme anglicisée de Roibhilin
(m) Ravelyn : variante de Roibhilin
(m) Réamann : forme irlandaise du prénom d'origine germanique Raymond, de Rad qui signifie conseil et Mund qui signifie protection
(m) Réamonn : variante de Réamann
(m) Redmond : variante de Réamann
(m) Redmund : variante de Réamann
(m) Remann : variante de Réamann
(m) Revelin : variante de Roibhilin
(m) Rhodan : variante de Rodan
(m) Riagal : prénom irlandais, de Ri qui signifie roi et Gal qui signifie valeureux
(m) Rigbarddan : prénom irlandais
(m) Riocárd : forme irlandaise du prénom d'origine germanique Richard, de Rik qui signifie roi et Hard signifiant dur
(m) Ristéard : variante de Riocárd
(m) Roan : prénom irlandais de Ronan qui signifie petit phoque
(m) Rodan : prénom d'origine celtique qui signifie au cheveux rouges
(m) Roderick : prénom d'origine germanique de Hrod qui signifie gloire et rik qui signifie roi, utilisé en irlandais
(m) Rodhlann : forme irlandaise du prénom d'origine germanique Roland, de Hrod qui signifie gloire et land qui signifie terre
(m) Rogan : variante de Rodan
(m) Roibeard : variante de Roibhilin
(m) Roibhilin : forme irlandaise du prénom d'origine germanique Robert, de Hrod qui signifie gloire et Berht qui signifie illustre
(m) Roibin : variante de Roibhilin
(f) Róis : variante de Roisin
(f) Roise : variante de Roisin
(f) Roisin : forme irlandaise du prénom d'origine latine Rose, de Rosa qui signifie rose
(m) Rónán : prénom irlandais qui signifie petit phoque. En France, le prénom est surtout donné en Bretagne (région celte) sous la forme francisée Ronan.
(f) Ronit : variante de Rathnait
(f) Rosaleen : variante de Roisin
(f) Rosheen : variante de Roisin
(f) Ross : prénom irlandais, de Ros qui signifie promontoire
(m) Rourke : forme anglicisée du prénom d'origine celtique Ruarc (prononcé "rouarque")
(f) Rowan : variante de Roan
(m) Rowlant : variante de Rodhlann
(m) Ruad : prénom irlandais qui signifie rouge
(m) Ruadan : variante de Rodan
(m) Ruadh : variante de Ruad
(m) Ruadhagan : variante de Rodan
(m) Ruadhan : variante de Rodan
(m) Ruaidhri : variante de Roderick
(m) Ruaidri : variante de Roderick
(m) Ruairi : variante de Roderick (prononcé "rori")
(m) Ruarc : prénom d'origine celtique Ruarc qui signifie champion, utilisé en irlandais
(m) Ryann : prénom d'origine celtique, de Rix qui signifie roi, utilisé en irlandais

## S
(m) Saíréann : forme irlandaise de Sainjean (voir Saíréann Qúnaín)
(x) Saoirse : prénom gaélique de Saor qui signifie liberté, utilisé en irlandais
(f) Saraid : prénom gaélique qui signifie excellence, utilisé en irlandais
(f) Scatach : prénom gaélique de Scáth qui signifie ombre, utilisé en irlandais
(f) Scatha : variante de Scatach
(m) Séafra : forme irlandaise du prénom d'origine germanique Geoffroy de Godo qui signifie dieu et Frido qui signifie paix
(m) Seaghdha : forme irlandaise du prénom gaélique Seaghdh qui signifie admirable
(m) Seán : forme irlandaise du prénom d'origine hébraïque Jean de Yohanân qui signifie Dieu a fait grâce
(f) Séarlait : forme irlandaise du prénom d'origine germanique Charles, de Karl qui signifie fort,  robuste en germ.
(m) Séarlas : variante de Séarlait
(m) Sedna : prénom irlandais
(f) Seena : féminin de Seán
(m) Seoirse : forme irlandaise du prénom d'origine grecque Georges, de Gheorghios qui signifie travailleur de la terre en grec
(m) Seorsa : variante de Seoirse
(f) Seosaimhin : forme irlandaise du prénom d'origine hébraïque Joséphine, de Yôsep qui signifie Dieu ajoute en hébr.
(f) Seosaimthin : variante de Seosaimhin
(m) Seosamh : variante de Seosaph
(m) Seosaph : forme irlandaise du prénom d'origine hébraïque Joseph, de Yôsep qui signifie Dieu ajoute en hébr.
(m) Sétanta : prénom d'origine irlandaise, nom de naissance de Cuchulainn
(m) Shane : variante de Seán
(f) Shanleigh : prénom irlandais qui signifie l'enfant héros
(f) Shanley : variante de Shaneleigh
(f) Shauna : variante de Seena
(f) Shavonne : variante de Seena
(f) Sheelagh : variante de Sile
(f) Sheelah : variante de Sile
(f) Sheeva : variante de Sithmaith
(f) Sheila : variante de Sile
(f) Sheilagh : variante de Sile
(f) Shelagh : variante de Sile
(f) Shella : variante de Sile
(f) Shevonne : variante de Seena
(f) Shibahn : variante de Seena
(f) Shiela : variante de Sile
(f) Shirley : variante de Scir et Leah qui signifie La Belle Clairière
(f) Shona : variante de Seena
(f) Siban : variante de Seena
(f) Sibby : diminutif de Siobaigh
(f) Sibi : diminutif de Siobaigh
(f) Síle : forme irlandaise du prénom d'origine latine Cécile qui signifie aveugle
(f) Sin : prénom d'origine celtique, utilisé en irlandais
(f) Sina : variante de Seena
(f) Sinéid : variante de Seena
(f) Siobaigh : forme irlandaise du prénom d'origine hébraïque Élisabeth qui signifie Dieu est plénitude
(f) Siobhán : variante de Seena
(f) Siobhanin : variante de Seena
(f) Siofra : prénom gaélique qui signifie petite elfe, utilisé pour désigner un enfant précoce, il est récemment devenu un prénom à part entière, utilisé en irlandais
(f) Siomba : variante de Sithmaith
(m) Síomón : forme irlandaise du prénom d'origine hébraïque Simon, de Sim'ôn qui signifie Yahvé a écouté
(m) Siothrún : variante de Séafra
(f) Sithmaith : prénom gaélique, de Sith signifiant paix et Maith signifiant bon, utilisé en irlandais
(f) Sláine : prénom gaélique qui signifie bonne santé, utilisé en irlandais
(f) Slany : variante de Sláine
(m) Slebine : variante de Sleibhin
(m) Sleibhin : prénom irlandais, de Sleib qui signifie montagne
(m) Slevin : variante de Sleibhin
(m) Sloan : prénom gaelique qui signifie l'homme d'armes, le guerrier
(m) Stiofan : forme irlandaise du prénom d'origine grecque Stéphane, de Stephanos qui signifie couronne
(m) Suantraigh : prénom irlandais qui signifie refrain de sommeil
(m) Suantraige : refrain de sommeil
(m) Suibhne : prénom irlandais qui signifie petit héros
(m) Suibne : variante de Suibhne
(m) Suidhne : variante de Suibhne
(m) Suileabhan : prénom celte qui correspond à Sullivan et qui signifie au regard noir, utilisé en irlandais, se prononce "sullivane"
(m) Sullivan : forme anglicisée de Suileabhan
(m) Sully : diminutif de Sullivan
(m) Sweeney : forme anglicisée de Suibhne
(f) Sybil : variante de Sile

## T
(f) Tailefhlaith : variante de Tuilelaith
(m) Tairdelbach : forme irlandaise du prénom celtique Toirdhealbhach qui signifie instigateur
(f) Talulla : forme britannique de Tuilelaith
(m) Tarlach : variante de Tairdelbach
(f) Tackas prénom gaélique qui signifie "colline"
(m) Teagan : forme anglicisée du prénom gaélique Tadhg qui signifie poète
(m) Teague : variante de Teagan
(m) Teige : variante de Teagan
(m) Teigue : variante de Teagan
(m) Ternoc : forme irlandaise du prénom celte Terneg, de Tiern qui signifie chef
(f) Thiten : prénom d'origine celtique, utilisé en irlandais
(f) Thiton : prénom d'origine celtique, utilisé en irlandaisutilisé en irlandais
(m) Tiarchnach : variante de Ternoc
(m) Tiarnach : variante de Ternoc
(m) Tiarnana : variante de Ternoc
(m) Tier : variante de Ternoc
(m) Tierney : variante de Ternoc
(m) Tigernach : variante de Ternoc
(m) Tigernan : variante de Ternoc
(m) Tigernoc : variante de Ternoc
(m) Tighearnach : variante de Ternoc
(m) Tighearnan : variante de Ternoc
(m) Toirdhealbhach : prénom d'origine celtique Toirdhealbhach qui signifie instigateur, utilisé en irlandais
(f) Toiréasa : prénom d'origine grecque, Tarasia est un patronyme grec
(m) Tomaisin : forme irlandaise du prénom d'origine araméenne Thomas, de Tomâ qui signifie jumeau
(m) Tomas : variante de Tomaisin
(m) Tomás : variante de Tomaisin
(m) Tómas : variante de Tomaisin
(m) Tomey : variante de Tomaisin
(m) Torin : prénom d'origine gaélique qui signifie chef, utilisé en irlandais
(f) Treasa : variante de Toiréasa
(f) Treva : diminutif de Trevina
(f) Trevina : prénom d'origine celtique Trevina qui signifie prudent
(m) Trevor : forme irlandaise du prénom d'origine celltique de Trec'h qui signifie victoire et Mor qui signifie grand
(f) Triona : diminutif du prénom d'origine grecque Catherine, de katharos qui signifie pur
(f) Tuilelaith : prénom gaélique, de Tuile qui signifie abondance et Flaith qui signifie princesse, princesse d'abondance
(m) Turlough : variante de Toirdhealbhach
(f) Tyronoe : prénom d'origine celtique, utilisé en irlandais

## U
(m) Uaine : prénom irlandais qui signifie jeune guerrier
(m) Uileog : variante, forme irlandaise du prénom germanique Gwilherm, de wil qui signifie volonté et helm qui signifie casque
(m) Uilliam : forme irlandaise du prénom germanique Gwilherm, de wil qui signifie volonté et helm qui signifie casque
(m) Uistean : forme irlandaise du prénom d'origine latine Vincent, de vincere qui signifie vaincre
(f) Ula : prénom celtique qui signifie joyau de la mer, utilisé en irlandais
(f) Uli : variante de Ula
(f) Ulicia : variante de Ula
(m) Ulick : forme irlandaise du prénom germanique Gwilherm, de wil qui signifie volonté et helm qui signifie casque
(m) Ultan : prénom gaélique qui signifie qui est d'Ulster, utilisé en irlandais
(m) Ungus : variante du prénom irlandais Oengus, de oen qui signifie un et gus qui signifie vigoureux
(m) Uthider : prénom celtique du père du poète Adnae, utilisé en irlandais

## V
(m) Vailintin : forme irlandaise du prénom d'origine latine Valentin, de valens qui signifie vigoureux, plein de force
(m) Vaughan : variante du prénom d'origine celtique Vaughn qui signifie petit, utilisé en irlandais (se prononce "vone", "o", très fermé)
(m) Vaughn : prénom celte qui signifie petit, utilisé en irlandais
(f) Vevina : variante du prénom irlandais Beibhinn, de Be qui signifie femme et Binn qui signifie douce
(m) Vortimer : prénom irlandais

## W
(m) Win : variante du prénom celtique Gwenn, utilisé en irlandais
(m) Wyatt : origine controversée, 1) de wid, "forêt", "bois", en germ. 2) courageux dans la guerre, de wig, "guerre", "bataille" et heard, "brave", "courageux", "hardi", en vieil ang.

## X
(m) Xylom : variante du prénom Xyler, Bébé, utilisé en irlandais

## Y
(m) Yoric : prénom celtique dérivé de Georges
(f) Ysolte : forme irlandaise du prénom Yseult, forme médiévale du prénom d'origine hébraïque Élisabeth, de elisaba qui signifie Dieu est plénitude
(f) Yvon : forme irlandaise du prénom Yves
(f) Yvine : forme irlandaise féminine du prénom Yvain

## Z
(m) Zack

## Sources
- (fr) arbre-celtique.com
- Tous les Prénoms celtiques d'Alain Stéphan - Éditions Jean-Paul Gisserot - Collection Terre des Celtes  (ISBN 2877473953)